# Piotr Ossovski
Piotr Ossovski, né en 1925 à Mala Vyska et mort en 2015 à Pskov, est un peintre d'origine ukrainienne qui a effectué l'essentiel de sa carrière à l'époque soviétique.

## Biographie
Piotr Pavlovitch Ossovski naît le 18 mai 1925 à Mala Vyska, en Ukraine. Il reçoit en 1970 le titre de peintre émérite de la RSFSR. Sa vie et sa carrière se déroulent essentiellement à Moscou.
Il meurt en 2015.